# John Parish von Senftenberg
John Parish (23. února 1774, Hamburg – 2. září 1858, Žamberk/Senftenberg), byl německo-anglický obchodník a astronom z rodiny Parishů působící v Čechách.

## Život
John Parish byl nejstarší syn Johna Parishe, obchodníka z Hamburku a jeho ženy Henriette, rozené Toddové. Otec mu v roce 1796 svěřil vedení firmy Parish & Co, kterou pak vedl společně s bratrem Richardem. Po francouzské okupaci Hamburku v roce 1806 emigrovala rodina do Anglie, odkud pak během napoleonských válek finančně podporoval rakouské koaliční vojsko.
27. srpna 1814 se v kostele sv. Jiří v Londýně oženil s Catherine Birneyovou. V roce 1815 zanechal Parish všech obchodů a od Werianda Alfreda z Windisch-Graetze získává panství Žamberk s hradem Litice, společně s dvaceti vesnicemi ve východních Čechách. Zámek Žamberk volí jako místo svého odpočinku.
Dne 24. února 1816 byl Parishovi udělen titul českého rytíře Ritter von Senftenberg (rytíř ze Žamberka), za zásluhy v Koaliční válce a v roce 1817 dostává dědičný titul Freiherr von Senftenberg (svobodný pán ze Žamberka).
Parish se věnoval astronomickým pozorováním. Vedle zámku v Žamberku postavil soukromou observatoř, na které prováděl pozorování nejdříve s Paulem Hackelem a později s dánským astronomem Theodorem Brorsenem. Společně s Brorsenem objevil několik planetek.
U vesnice Helvíkovice založil John Parish bažantnici a vybudoval lovecký zámeček v empírovém stavebním stylu. Podobný lovecký zámeček vybudoval i v nedalekých Liticích nad Orlicí.
John Parish zemřel jako bezdětný, jeho majetek zdědil mladší bratr Richard Parish von Senftenberg (1776–1860) a následně jeho synové. Žamberk byl sídlem rodiny Parishů až do roku 1948, kdy jim byl majetek znárodněn. V roce 1990 získali Parishové v restituci majetek zpět, zámek, kde je umístěno Střední integrované učiliště, prodali státu v roce 2004.